# Краснокутский кантон
Краснокутский кантон — административно-территориальная единица АССР немцев Поволжья, существовавшая в 1922—1941 годах. Административный центр — с. Красный Кут.
Кантон был образован в 1922 году в составе Трудовой коммуны немцев Поволжья в результате преобразования Ерусланского района с причислением к нему 22 новых населенных пунктов.
В кантоне имелся совхоз Сортсемтреста Народного комиссариата земледелия (организован в 1930 году), птицесовхоз (организован в 1931 году).
В 1935 году из состава кантона был выделен Экгеймский кантон с центром в селе Экгейм.
7 сентября 1941 года в результате ликвидации АССР немцев Поволжья Краснокутский кантон был передан в Саратовскую область и преобразован в Краснокутский район.

## Административно-территориальное деление
По состоянию на 1 апреля 1940 года кантон делился на 22 сельсовета:
| Сельсоветы по состоянию на 1940 год | Сельсоветы по состоянию на 1940 год | Сельсоветы по состоянию на 1940 год         | Сельсоветы по состоянию на 1940 год |
| N п/п                               | Сельсовет                           | Населённые пункты                           |                                     |
| ----------------------------------- | ----------------------------------- | ------------------------------------------- | ----------------------------------- |
| 1                                   | Ахматский                           | село Ахмат                                  |                                     |
| 2                                   | Горецкий                            | село Горецкое                               |                                     |
| 3                                   | Гоффентальский                      | село Гоффенталь                             |                                     |
| 4                                   | Гуссенбахский                       | село Гуссенбах                              |                                     |
| 5                                   | Екатеринентальский                  | посёлок Культуренфельд, село Екатериненталь |                                     |
| 6                                   | Ильинский                           | село Ильинка                                |                                     |
| 7                                   | Карпёнский                          | село Карпёнка                               |                                     |
| 8                                   | Лангенфельдский                     | село Лангенфельд                            |                                     |
| 9                                   | Лебедёвский                         | село Лебедёвка                              |                                     |
| 10                                  | Логиновский                         | село Логиновка                              |                                     |
| 11                                  | Михайловский                        | село Михайловка                             |                                     |
| 12                                  | Поселковый совхоза № 591            | посёлок совхоза № 591                       |                                     |
| 13                                  | Розентальский                       | село Розенталь                              |                                     |
| 14                                  | Розенфельдский                      | село Розенфельд                             |                                     |
| 15                                  | Рудненский                          | село Дьяконовка, село Рудня                 |                                     |
| 16                                  | Шёндорфский                         | посёлок совхоза № 99                        |                                     |
| 17                                  | Шёнтальский                         | посёлок Шёнталь                             |                                     |
| 18                                  | Шёнфельдский                        | село Шёнфельд                               |                                     |
| 19                                  | Шиллингский                         | село Шиллинг                                |                                     |
| 20                                  | Штразендорфский                     | село Штразендорф                            |                                     |
| 21                                  | Эстонский                           | село Эстонка                                |                                     |
| 22                                  | Ягодновский                         | село Ягодное                                |                                     |

## Население
Динамика численности населения
| 1922  | 1926  | 1931  | 1935  | 1939  | 1941  |
| ----- | ----- | ----- | ----- | ----- | ----- |
| 48131 | 54233 | 58968 | 28573 | 41212 | 41200 |

### Национальный состав
| Национальность                                              | 1926           | 1931           | 1939           | 1941           |
| ----------------------------------------------------------- | -------------- | -------------- | -------------- | -------------- |
| Немцы                                                       | 24936 (44,9 %) | 30159 (51,1 %) | 18810 (45,6 %) | 19172 (46,5 %) |
| Русские                                                     | 14568 (26,8 %) | -              | 13825 (33,5 %) | -              |
| Украинцы                                                    | 6865 (12,7 %)  | -              | 5773 (14,0 %)  | -              |
| Казахи                                                      | -              | -              | 1362 (3,3 %)   | -              |
| Татары                                                      | -              | -              | 404 (1,0 %)    | -              |
| Эстонцы                                                     | -              | -              | 336 (0,8 %)    | -              |
| 1939 год — показаны народы c численностью более 300 человек |                |                |                |                |